# Rogozina (gromada)
Rogozina – dawna gromada, czyli najmniejsza jednostka podziału terytorialnego Polskiej Rzeczypospolitej Ludowej w latach 1954–1972.
Gromady, z gromadzkimi radami narodowymi (GRN) jako organami władzy najniższego stopnia na wsi, funkcjonowały od reformy reorganizującej administrację wiejską przeprowadzonej jesienią 1954 do momentu ich zniesienia z dniem 1 stycznia 1973, tym samym wypierając organizację gminną w latach 1954–1972.
Gromadę Rogozina z siedzibą GRN w Rogozinie utworzono – jako jedną z 8759 gromad na obszarze Polski – w powiecie gryfickim w woj. szczecińskim na mocy uchwały nr V/43/54 WRN w Szczecinie z dnia 5 października 1954. W skład jednostki weszły obszary dotychczasowych gromad Drozdowo, Konarzewo, Rogozina, Skalno, Włodarka i Zapolice ze zniesionej gminy Sadlno w tymże powiecie. Dla gromady ustalono 10 członków gromadzkiej rady narodowej.
31 grudnia 1959 do gromady Rogozina włączono miejscowości Sadlno i Sadlenko ze znoszonej gromady Chomętowo w tymże powiecie.
1 stycznia 1972 do gromady Rogozina włączono tereny o powierzchni 503,60 ha z miasta Trzebiatów w tymże powiecie, po czym gromadę Rogozina zniesiono, a jej obszar włączono do gromad Karnice (miejscowości Drozdowo, Drozdówko, Konarzewo, Pogorzelica i Skalno) i Trzebiatów (miejscowości Chełm Gryficki, Rogozina, Sadlenko, Sadlno, Rzędzice, Włodarka i Zapolice) tamże.